# Hobart's Funnies
Hobart's Funnies var en række usædvanligt tilpassede kampvogne, som blev indsat i 2. Verdenskrig af Storbritanniens 79. pansrede division eller af specialister fra Royal Engineers. De var konstrueret til at tackle en række problemer, som almindelige kampvogne stødte på under slaget ved Dieppe, så de nye modeller kunne overvinde de problemer, der ville opstå under den planlagte invasion af Normandiet. Disse kampvogne spillede en stor rolle på de britiske og canadiske invasionskyster. De kan betragtes som forløbere for de moderne køretøjer for ingeniørtropperne.

## Historie
Begyndelsen på Hobarts Funnies startede med behovet for at skabe en række moderne belejringsmaskiner, som kunne føre an i angrebet på den franske kyst. En hurtig fjernelse af forhindringer og forsvarere på de franske strande ville have stor betydning, da terrænets udformning ville muliggøre et hurtigt modangreb med tyske kampvognsstyrker. Feltmarskal Sir Alan Brooke traf i 1943 beslutning om at skabe disse nye enheder. Ansvaret for at bygge køretøjerne blev givet til panserkrigsspecialisten Percy Hobart, efter hvem køretøjerne blev opkaldt.
Mange af ideerne var allerede blevet afprøvet, aftestet eller var under udvikling af såvel briterne som andre lande. F.eks. var Scorpion plejl-kampvognen (en modificeret Matilda (kampvogn)) allerede blevet anvendt under Felttoget i Nordafrika til at rydde stier gennem tyske minefelter. Sovjetiske T-34 kampvogne var blevet udstyret med mine-ruller. Nærstøtte-kampvogne, brolæggere og faskinebærere var ligeledes blevet udviklet af andre; men Hobart's Funnies var den største og mest dækkende samling af ingeniørkøretøjer, der var til rådighed.
I starten af 1944 kunne Hobart overfor Eisenhower og Montgomery fremvise en brigade af såvel amfibiekampvogne (DD tanks), Crab mineryddere og AVRE (ingeniør) kampvogne foruden et regiment Crocodile flammekaster kampvogne.
Montgomery mente, at de amerikanske styrker også skulle bruge dem, og tilbød dem halvdelen af de til rådighed stående køretøjer, men afsætningen var minimal. Eisenhower gik ind for brugen af amfiebiekampvogne, men overlod beslutningen om anvendelsen af de øvrige til general Bradley, som overlod beslutningen til sine stabsofficerer. Ingen af de andre modeller blev anvendt, da det mentes, at de ville kræve særlig træning og en ekstra støtteorganisation.

## Modeller
Hovedparten af modellerne var modificerede udgaver af Churchill eller M4 Sherman kampvogne. Begge var til rådighed i stort tal. Churchill kampvognene var langsomme, men gode til at passere vanskeligt terræn. De havde tykt panser og god plads indeni. Sherman kampvognenes mekaniske pålidelighed var værdsat.
Blandt de mange specialiserede køretøjer og deres tilbehør kan nævnes:
- Crocodile – En Churchill kampvogn, som havde fået påmonteret en flammekaster i stedet for et maskingevær i skroget. En pansret anhænger blev trukket efter kampvognen og indeholdt 1800 liter brændstof. Flammekasteren havde en rækkevidde på over 110 meter. Den var ideel til at rydde bunkers, og var et kraftigt psykologisk våben.
- AVRE – Armoured Vehicle, Royal Engineers var en Churchill, som var tilpasset til at angribe tyske forsvarsstillinger. Besætningen omfattede to ingeniørsoldater, som nemt kunne komme ud og ind af kampvognen gennem dens sideluge. På AVRE var kanonen udskiftet med en Petard morter. Denne affyrede et 18 kg tungt projektil (med øgenavnet Flying Dustbin (flyvende skraldespand)) 137 meter. "Skraldespanden" kunne ødelægge betonforhindringer, såsom vejspærringer og bunkere. Våbenet var usædvanligt ved, at det skulle lades i det fri – ved at man åbnede en luge, og lod et projektil glide ned i morterrøret. AVRE blev også benyttet til at fremføre og anvende udstyr såsom :
  - Bobbin – En rulle med 3 meter bredt lærredsklæde forstærket med stålpæle monteret foran på kampvognen og rullet ud på jorden, hvor det dannede en sti, så efterfølgende køretøjer ikke sank ned i den bløde jord på strandene under anfiebielandgangen.
  - Faskine – Et bundt træpæle eller krat bundet sammen med wire, som blev fremført foran på kampvognen, og kunne frigøres og fylde en grøft eller danne en rampe. Metalrør i midten af bundtet tillod vand at flyde igennem.
  - Lille kassebro var en angrebsbro, som kunne fremføres foran på kampvognen og kunne nedsænkes og dække et 9 meter bredt hul på 30 sekunder.
  - Bullshorn Plough. En mineplov, som skulle udgrave jorden foran kampvognen og afsløre og uskadeligggøre landminer.
  - Double Onion to store sprængsatser på en metalramme, som kunne placeres op mod en betonmur og derpå detoneres fra en sikker afstand. Det var en efterfølger af Carrot, som kun havde en sprængsats.
- ARK – Armoured Ramp Carrier var en Churchill kampvogn uden tårn, som i begge ender havde ramper, der kunne trækkes ud. Andre køretøjer kunne køre op ad ramperne og over køretøjet for at komme over forhindringer.
- Crab – En modificeret Sherman kampvogn udstyret med en roterende cylinder med tunge kæder, som fik miner til at eksplodere for kampvognen.
- DD tank – "Duplex Drive", et amfibiekøretøj (en) bestående af en Sherman eller Valentine kampvogn, der kunne svømme i land efter at være blevet søsat fra et landgangsskib adskillige kilometer fra stranden. Det var meningen at de skulle støtte de første bølger af infanteri, som angreb strandene. Valentine versionen blev kun anvendt ved træning.
- BARV – Beach Armoured Recovery Vehicle. En Sherman M4A2 kampvogn, som var gjort vandtæt og havde fået tårnet erstattet af en høj pansret overbygning. Den kunne operere i vand, der var 2,7 meter dybt, og det var meningen, at den skulle fjerne køretøjer, der var brudt sammen eller blevet oversvømmet i brændingen og blokerede adgangen til strandene. De blev også anvendt til at bringe små landgangsbåde flot, når de sad fast på stranden. Strengt taget var Sherman BARV ikke 'Funnies', da de blev udviklet og anvendt af Royal Electrical and Mechanical Engineers, og ikke 79. pansrede division.
- LVT "Buffalo" – En britisk udgave af den amerikanske LVT4: et pansret amfibielandgangskøretøj.
- Pansret Bulldozer – En almindelig Caterpillar D8 bulldozer, som var udstyret med panser for at beskytte chaufføren og maskinen. Deres opgave bestod i at rydde invasionsstrandene for forhindringer og gøre veje farbare ved at fjerne murbrokker og opfylde bombekratere. Tilpasningerne blev udført af Caterpillar importøren Jack Olding & Company Ltd i Hatfield.
- Centaur Bulldozer var en Cromwell kampvogn, hvor tårnet var fjernet, og der i stedet var monteret et simpelt bulldozerblad, som blev hævet og sænket med et spil. De blev lavet, fordi der var brug for et velpansret køretøj, der kunne fjerne forhindringer, og som i modsætning til en almindelig bulldozer var tilstrækkelig hurtig til at kunne holde tempoet med em kampvognsenhed. De blev ikke indsat på D-dag, men blev udleveret til 79. division i Belgien senere på året 1944.
- Canal Defence Light Dette var et kraftigt kul-bue lys, som blev fremført på adskillige typer kampvogne inden i et tilpasset tårn. Navnet på dette køretøj var bevidst upræcist for at bidrage til hemmeligholdelsen. Dens egentlige formål var at blænde forsvarerne under et natangreb og således hjælpe med til at sløre de angribende styrker. Et snedigt optisk design gjorde det muligt, at lade lyset flyde ud af en forholdsvis smal sprække i panseret og dermed minimere chancen for beskadigelse ved fjendtlig ild. Dette køretøj blev ikke indsat på D-dag, men blev brugt under angrebet på Geilenkirchen frontfremspringet til at skabe indirekte kunstigt dagslys.

## Anvendelse efter 2. Verdenskrig
Centaur bulldozeren blev fortsat anvendt af den britiske hær i nogle år efter 2. Verdenskrig, og kom til indsats under Koreakrigen. Ligeledes blev et mindre antal Churchill AVRE og Sherman BARV anvendt indtil 1960'erne, hvor de blev udskiftet med tilsvarende køretøjer baseret på Centurion kampvognen. Royal Engineers brugte senere modificerede Chieftain kampvogne, der er udformet til at udfylde de samme opgaver i kamp som Hobart's Funnies. De sidste eksemplarer af FV4003 Centurion Mk 5 AVRE 165 kom i kamp under Golfkrigen i 1991. De nyeste køretøjer i denne familie er Titan og Trojan varianterne af Challenger 2 kampvognen.
Pansrede bulldozere anvendes fortsat af det israelske forsvar og er for nylig blev indført af US Marine Corps og US Army i Irak.

## Overlevende køretøjer
Dette er en ukomplet liste:
- Churchill ARK – En Churchill ARK findes i Sydafrika, og ejes af School of Engineering, Kroonstad.

- Churchill AVRE – Samlingen på Bovington Tank Museum omfatter også en funktionsdygtig Mark III Churchill AVRE. Et andet eksemplar findes i bebyggelsen Grey-sur-Mer i Normandiet. Den er usædvanlig idet den blev begravet på D-dag i et granathul, som den faldt i, og senere blev den bjærget og anvendt som mindesmærke. Der er MkIV AVRE på Imperial War Museum Duxford, det sydafrikanske kampvognsmuseum og National Museum of Military History, Johannesburg. En MkVII AVRE bevogter porten til Allenby Barracks, ved Bovington army camp, der er hovedkvarter for Royal Wessex Yeomanry. Der er også en på Royal Engineers museum ved Chatham, Medway. Adskillige AVREer findes stadig som vrag på skydebaner.

- Churchill Crocodile – Der er et eksemplar, uden anhænger, der fremvises på museet i Bayeux om slaget om Normandiet. Der findes en anhænger på Bovington. Eksemplarer af Mark VII Crocodile ejes af Muckleburgh Collection i Norfolk, Cobbaton Combat Collection i Devon, D-Day museum, Wheatcroft Collection, Kubinka Tank Museum i Rusland samt Museum of the Regiments, Calgary, Alberta. En Mark VIII finder man på Royal Australian Armoured Corps Museum. To (hvoraf en kan køre) er privatejet i Storbritannien.

- Sherman DD – Der er fem Sherman DD'er på museer. En er omtrent intakt mens fire er sunkne vrag, der er blevet bjærget.

- Sherman Crab – Sherman Crab fremvises på CFB Borden Military Museum, Ontario, Canada, Bovington Tank Museum, Yad la-Shiryon museet i Israel og Overloon War Museum i Holland.

- Centaur Dozer – Et eksemplar indgår i samlingen på Bovington. En anden indgår i en privat samling i Storbritannien.

- BARV – Royal Electrical and Mechanical Engineers Museum of Technology ved Arborfield i England, fremviser en Sherman BARV. En anden, som fungerer, er privatejet i Storbritannien.

- Canal Defence Light – Bovington Tank Museum har en Matilda kampvogn som er udstyret med et Canal Defence Light tårn. Den er det eneste overlevende eksemplar af denne type køretøj.

- Buffalo aka Amtrac LVT4 – Bovington Tank Museum har et eksemplar.

## Yderligere læsning
- Delaforce, Patrick. Churchill's Secret Weapons: The Story of Hobart's Funnies. (2007) ISBN 978-1-84415-464-7

## Eksterne kilder
- Bradley's biografi med forklaring på afvisningen af "funnies" Arkiveret 20. juli 2012 hos  hos Archive.is
- Royal Engineers Museum Arkiveret 15. maj 2006 hos  Wayback Machine Royal Engineers og Operation Overlord
- Royal Engineers Museum Arkiveret 6. februar 2008 hos  Wayback Machine Biografi over generalmajor Sir Percy Hobart
- Royal Engineers Museum Arkiveret 20. maj 2006 hos  Wayback Machine Royal Engineers og 2. Verdenskrig